# Хадібо
Хадібо, Хадібу, Тамарида (араб. حاديبو — Ḥādībū) — портове місто на півночі острова Сокотра (Ємен), недалеко від гори Джебель-Джахір (англ. Jabal al-Jahir). Найбільше місто архіпелагу Сокотра. Хадібо також є столицею більшого східного району Гідайбу (англ. Hidaybu Hidaybū) з двох адміністративних районів Сокотри.

## Історія
До початку XX століття місто носило назву Тамарида (англ. تمريدة; англ. Tamarida).
- Квітень 1608. Корабель Британської Ост-Індської компанії вперше відвідує Сокотру — нову столицю острова Тамариду (Гадібо). Британський купець Вільям Фінч протягом трьох місяців живе на острові, збереглися його записки про Сокотру.

- Серпень 1615. Сокотру відвідує англійський дипломат сер Томас Роу.
- 1800. Сокотру на короткий час захоплюють ваххабіти.

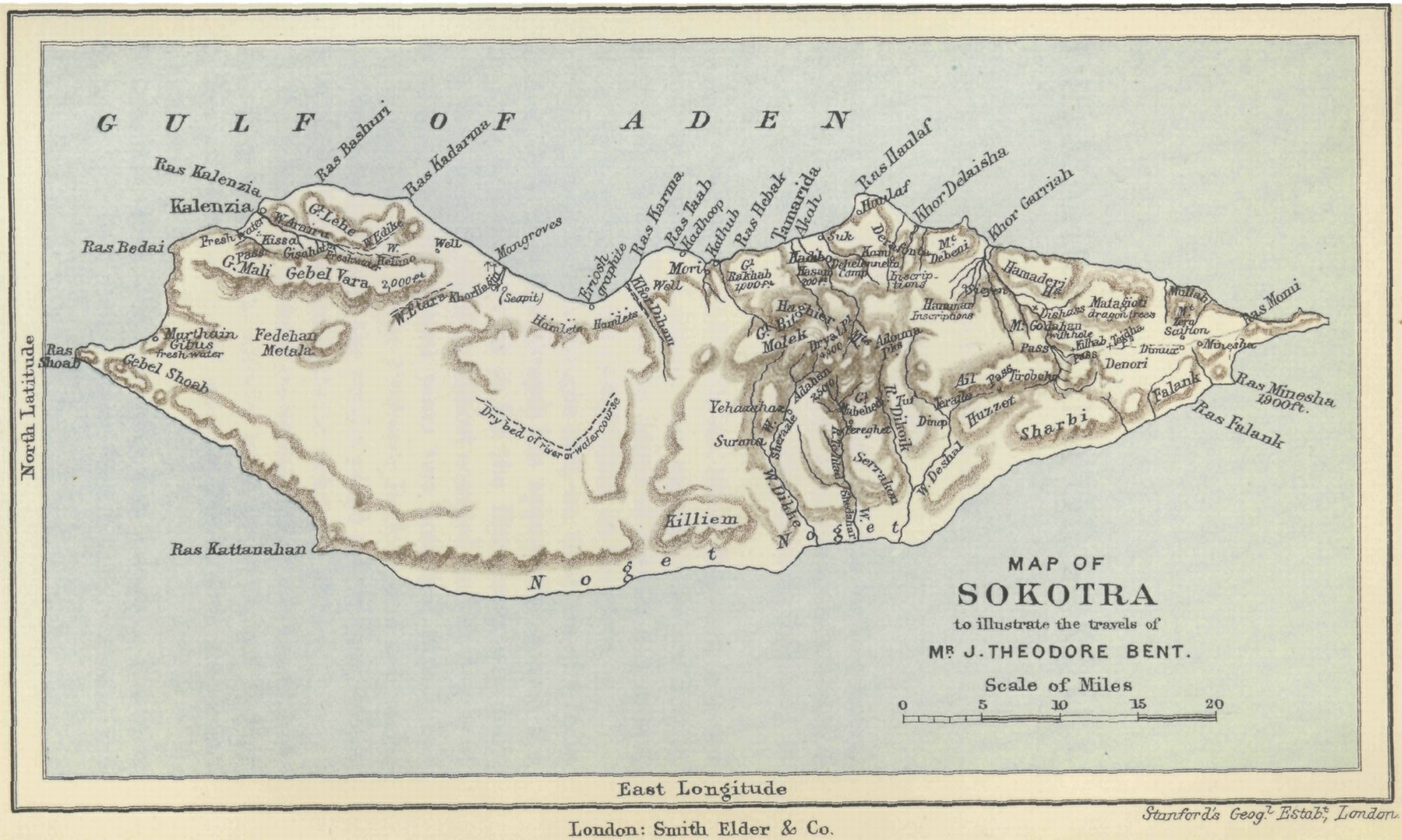
Карта острова Сокотра 1900 року. Селище Тамаріда на карті — це Гадібу нині.

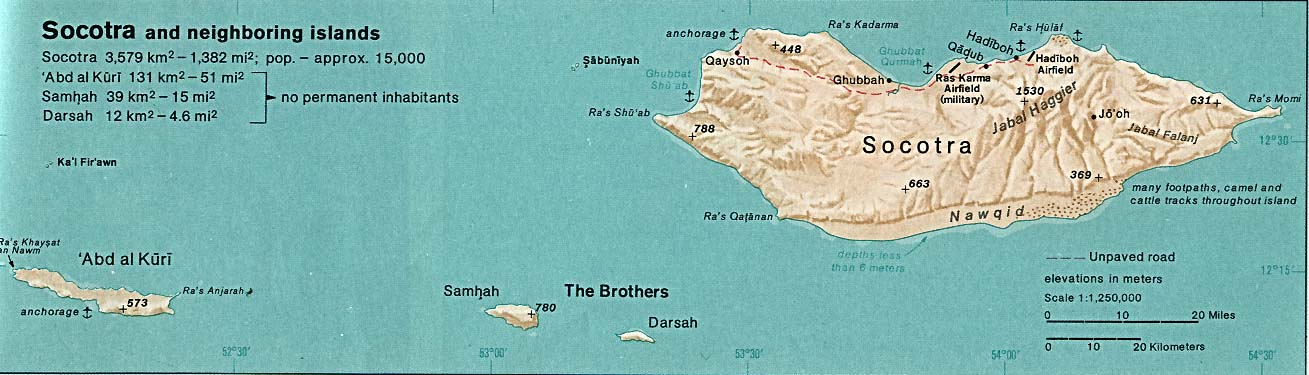
Карта архіпелпега Сокотра 1976 року. Уже Габіду.

- 1834. Капітан С. Б. Гейнс (в 1839 він захопив Аден і став його першим британським губернатором) з морського флоту Ост-Індської компанії на дослідному судні «Палінурус» проводить картографічне дослідження Сокотри. У тому ж році султан Амр бен Саад відкинув пропозицію англійців передати їм острів, і Сокотра була захоплена англо-індійським морським десантом Ост-Індської компанії. Англійці планували влаштувати на Сокотрі вугільну станцію для своїх пароплавів. Умови перебування англійської гарнізону на острові внаслідок епідемії малярії виявилися надзвичайно важкими.
- 1839. Після захоплення Адена англійці залишають Сокотру.
- 23 січня 1876. Англійці підписали договір з султаном Кішну (султаном Махри і Сокотри).
- Початок 1880 року. Професор Ісаак Бейлі Балфур (1853—1922) з Королівського Ботанічного саду Единбургу протягом семи тижнів проводить першу ботанічну експедицію на Сокотрі, вперше в європейській науці докладно описавши її унікальну флору. Відкрито понад 200 нових для науки видів рослин[4].
- 1881—1882. Експедиції німецького мандрівника Георга Швейнфурта на Сокотру.

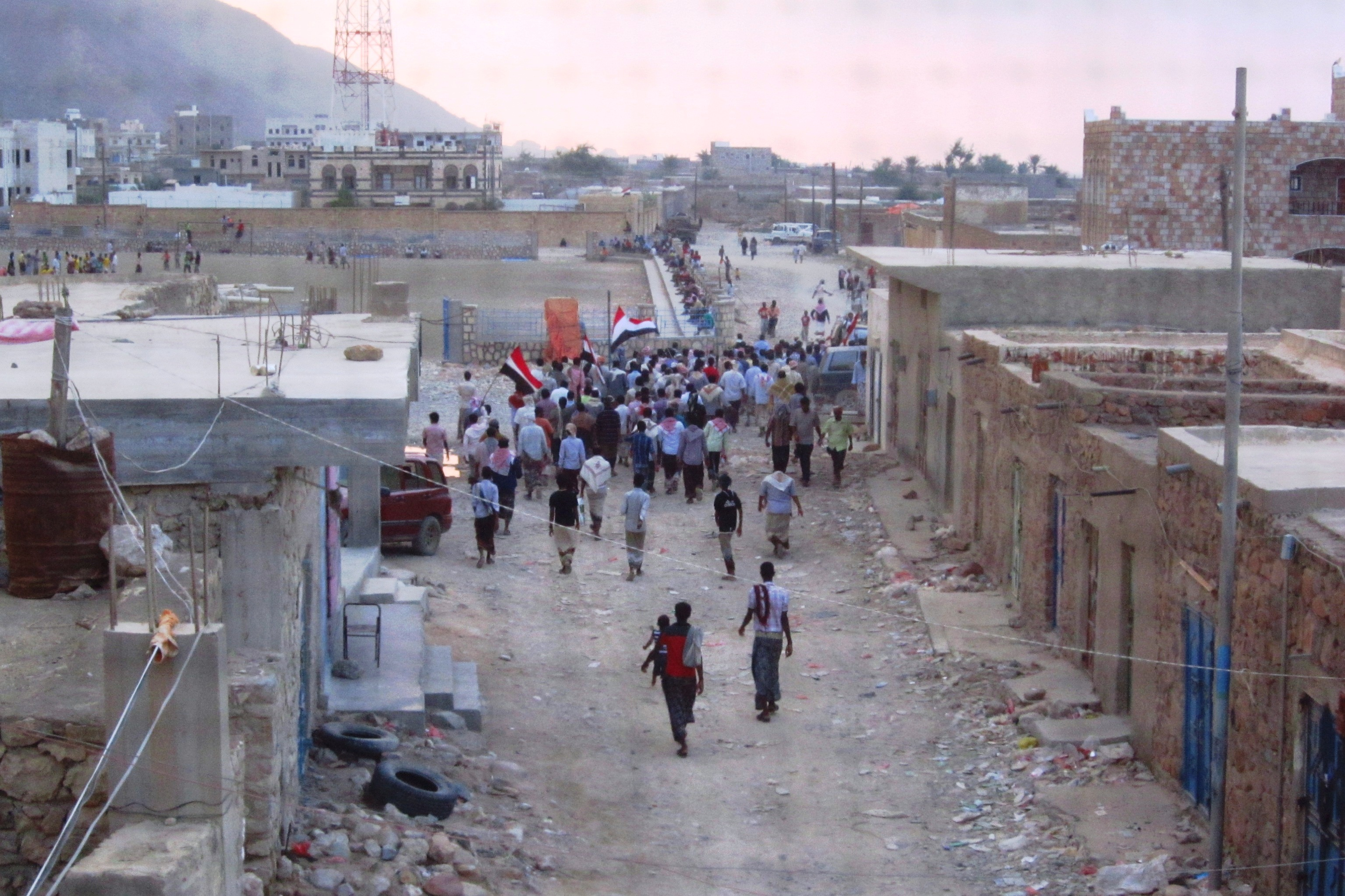
Протести в Хадібо в 2011 році.

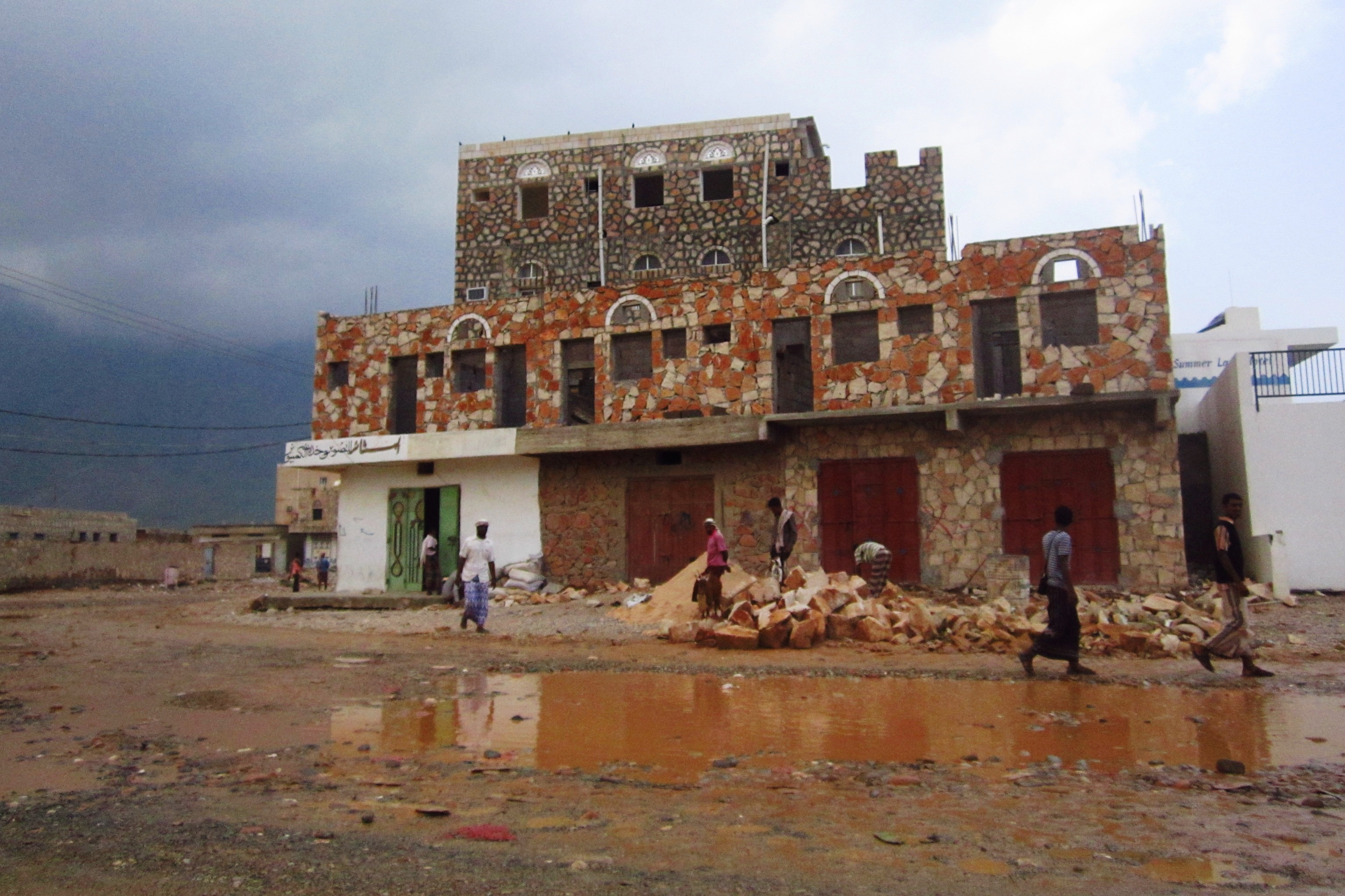
Готель в Хадібо. Після дощу. 2011 рік.

- 23 квітня 1886. Велика Британія підписує з султаном Махри і Сокотри договір про британський протекторат над його володіннями. Султана з почестями перевезли з Кішни на Сокотру, де тепер за договором повинна знаходитися його столиця. У Тамариді (Хадібо) і Калансії піднято британський прапор.

## Опис міста
Це найбільше місто на архіпелазі Сокотра; населення — 8 545 осіб за переписом 2004 року. Швидше схожий на селище міського типу. По суті є великим селом.

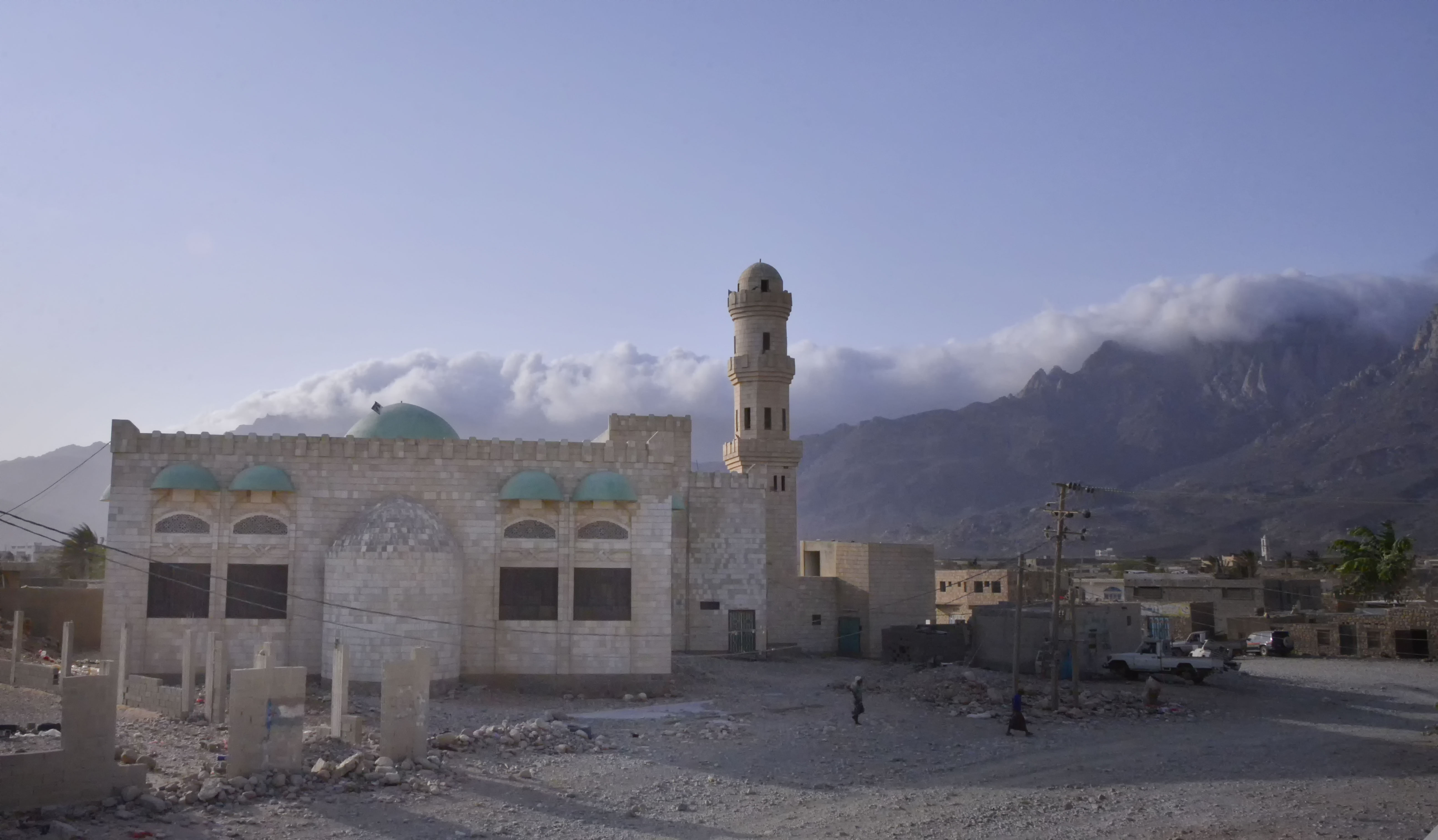
Мечеть в Хадібо, 2013 рік

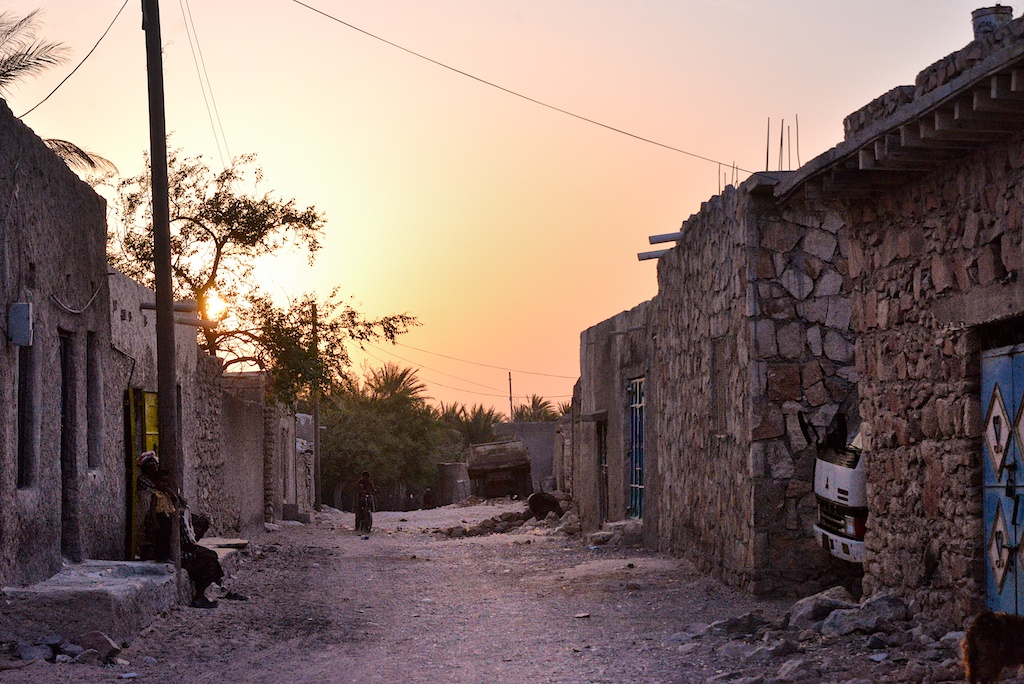
Захід Сонця в Хадібо, 2013 рік

Доріг як таких немає, архітектури тим паче. У Хадібо всього пара вулиць покриті асфальтом, інші — кам'яниста ґрунтівка. Пам'яток в Гадібу теж не знайти, тому вистачає півгодини щоб пройтися по брудним вулицями і скласти уявлення про це місце. Низькі споруди, але є і триповерхові будинки, і мечеть.

## Мешканці Гадібу
Фотографувати все підряд вкрай не рекомендується, необхідно питати дозволу місцевих, щоб відобразити їх в кадрі, інакше можна отримати каменем в лоба. Жінок фотографувати заборонено так само, як і в Сані, столиці Ємену, та й як по всьому Ємену.
У Гадібу чимало негрів — переселенців з Африканського континенту: з сусіднього Сомалі, Ефіопії і Найробі.
Футбол — одне з улюблених розваг місцевих.